# Zomervaalhoed
De zomervaalhoed (Hebeloma aestivale) is een schimmel die behoort tot de familie Hymenogastraceae. Deze paddenstoel werd oorspronkelijk beschreven vanuit Denemarken. Hij vormt ectomycorrhiza met loofbomen. Hij is bekend van Fagus, linde, populier, berk, wilg en hazelaar. Hij komt voor in parken en plantsoenen.

## Kenmerken

### Uiterlijke kenmerken
Hoed
De hoed heeft een diameter van 20 tot 70 mm. Hij is convex tot uitgespreid en breed umbonaat. De hoed is stroperig. De kleur is bleekgeel tot meer donker kaneel in het centrum.
Lamellen
De lamellen zijn gemiddeld 40 tot 54 in aantal aanwezig.
Steel
De steel is 20 tot 95 mm lang en 5 tot 15 mm dik. De vorm is cillindrisch. Het heeft geen knol aan de steelbasis, waarmee het zich onderscheid van de opaalvaalhoed.
Geur en smaak
Hij ruikt naar cacao tot raphanoide (radijs) en smaakt mild bitter tot radijs.

### Microscopische kenmerken
De sporen zijn amandelvormig, hebben een sterk gerimpelde buitenwand en meten (8.2) 9.9–15.6 (19.8) × (5.2) 5.9–8.2 (10.4) met een Q-getal van 1,67 tot 2,00. De sporen zijn sterk dextrinoïde en reageren sterk met Melzers reagens. De cheilocystidia zijn relatief smal en meten (34) 40–105 (112) × (2.7) 3.3–7.1 (7.3) en aan de toppen (3.2) 4.1–9.9 (11.2) µm.

## Verspreiding
De zomervaalhoed komt is een Europese soort. In Nederland komt hij vrij zeldzaam voor.